# پالی‌پریدون
پالی‌پریدون (انگلیسی: Paliperidone) (با نام تجاری Invega) یک آنتی سایکوتیک غیر معمول است. این عمدتا برای درمان اسکیزوفرنی و اختلال اسکیزوافکتیو استفاده می‌شود.
این دارو توسط Janssen Pharmaceuticals به بازار عرضه شده است.  یک فرمول انتشار طولانی‌مدت در دسترس است که از سیستم رهش طولانی OROS استفاده می‌کند تا امکان دوز یک‌بار در روز را فراهم کند. پالی‌پریدون پالمیتات یک فرمول تزریقی طولانی اثر از پالمیتویل استر پالیپریدون است.
این دارو در فهرست داروهای ضروری سازمان بهداشت جهانی قرار دارد.

## کاربرد پزشکی
برای درمان اسکیزوفرنی و اختلال اسکیزوافکتیو استفاده می شود..

## اثرات نامطلوب
بسیار شایع (بیش از ۱۰ درصد بروز)
- سردرد
- تاکی کاردی
- خواب‌آلودگی (نسبت به اکثر داروهای ضد روان پریشی غیر معمول باعث آرام‌بخشی کمتری می‌شود)
- بیخوابی
- هیپرپرولاکتینمی (به نظر می رسد که باعث افزایش پرولاکتین قابل مقایسه با داروی اصلی آن، ریسپریدون می شود)
- اختلال عملکرد جنسی

شایع (۱-۱۰٪ بروز)
- سرفه کردن
- عوارض جانبی اکستراپیرامیدال (EPSE؛ به عنوان مثال، دیستونی، آکاتزی، سفتی عضلانی، پارکینسونیسم. به نظر می‌رسد EPSE مشابه ریسپریدون، آسناپین و زیپراسیدون و EPSE بیشتر از اولانزاپین، کلوزاپین، آری‌پیپرازول، آری‌پیپرازول، سول‌پیپرازول، و اریپیپرازول است.
- افت فشار خون ارتواستاتیک
- افزایش وزن (مایل است درجه متوسطی از افزایش وزن ایجاد کند که احتمالاً مربوط به مسدود کردن قوی گیرنده 5-HT2C است)
- طولانی شدن فاصله QT (مایل است نسبت به سایر داروهای ضد روان پریشی غیر معمول طولانی شدن فاصله QT کمتر و تقریباً به اندازه آریپیپرازول و لورازیدون طولانی شدن فاصله QT ایجاد کند)
- نازوفارنژیت
- اضطراب
- سوء هاضمه
- یبوست
- قطع شدن

فرمول ملی بریتانیا توصیه می‌کند هنگام قطع داروهای ضد روان پریشی، برای جلوگیری از سندرم قطع حاد یا عود سریع، ترک تدریجی مصرف کنید.  علائم ترک معمولاً شامل حالت تهوع، استفراغ و از دست دادن اشتها است.  علائم دیگر ممکن است شامل بی قراری، افزایش تعریق و مشکلات خواب باشد.  به ندرت ممکن است احساس چرخش دنیا، بی حسی یا دردهای عضلانی وجود داشته باشد.  علائم معمولاً پس از مدت کوتاهی برطرف می شوند.
شواهد آزمایشی وجود دارد مبنی بر اینکه قطع داروهای ضد روان پریشی می تواند منجر به روان پریشی شود.  همچنین ممکن است منجر به عود مجدد بیماری تحت درمان شود.  به ندرت با قطع دارو، دیسکینزی دیررس ممکن است رخ دهد.